# Nosorożec włochaty
Nosorożec włochaty (†Coelodonta antiquitatis) – wymarły ssak nieparzystokopytny z rodziny nosorożców, żyjący w plejstocenie, od 500 000 lat temu. Należał do plejstocenskiej megafauny, występował w północnych stepach Eurazji.

## Ewolucja i systematyka
Najbliżej spokrewniony z nosorożcem włochatym jest nosorożec sumatrzański (Dicerorhinus sumatrensis).

## Morfologia
Nosorożec włochaty osiągał dwa metry wysokości, pięć metrów długości, a jego waga wynosiła ok. 3,5 tony. Gatunek przystosowany do zimnego klimatu, miał długą, gęstą i grubą rudo-brązową sierść.

## Tryb życia
Zwierzęta te żywiły się porostami, trawami i turzycami, rosnącymi na stepach tundrowych. Pokarm był rozdrabniany za pomocą zębów trzonowych z wysoko ściętymi koronami. Na czaszce dwa spłaszczone po bokach rogi, przedni o długości do 1 metra, wykorzystywane do obrony, wabienia partnera i odgarniania śniegu w poszukiwaniu pożywienia. Żył samotnie lub w małych grupach.

## Występowanie
Gatunek żyjący w czasie późnego plejstocenu na obszarze Eurazji, od Pirenejów po Syberię i obok mamuta włochatego zajmujący niszę największych roślinożerców. 
Gatunek żył prawdopodobnie w przedziale od 350 000 do 10 000 lat temu. Materiał kopalny jest stosunkowo obfity, znajdowany w całej Eurazji, z wyjątkiem Irlandii. W 2020 r. na Syberii znaleziono dobrze zachowane szczątki nosorożca włochatego.

## Okazy kopalne
W krakowskim Muzeum Przyrodniczym Instytutu Systematyki i Ewolucji Zwierząt PAN można oglądać unikatowy, jedyny na świecie do znalezienia w 2007 r. podobnie zachowanego okazu na Syberii, kompletny okaz z zachowaną skórą (jednak bez włosia) oraz tkankami miękkimi – między innymi uchem, podniebieniem oraz językiem. Okaz nosorożca włochatego (gorzej zachowany niż ten w Krakowie) znajduje się w dawnym polskim Muzeum Przyrodniczym im. Dzieduszyckich we Lwowie, gdzie stanowi główny eksponat. Oba nosorożce pochodzą z tego samego stanowiska paleontologicznego. 

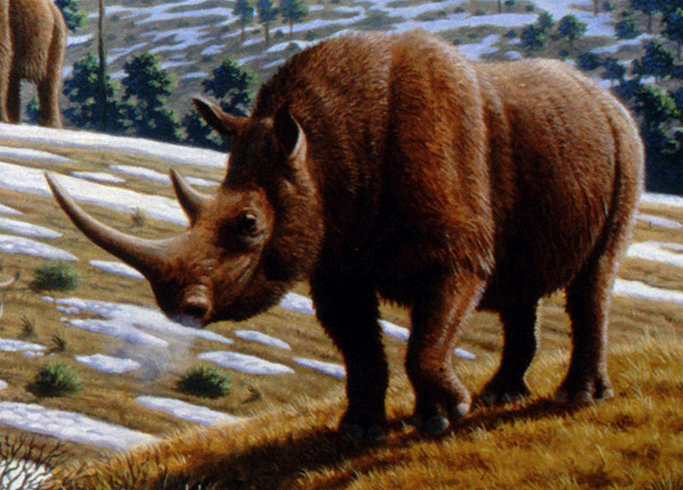
Rekonstrukcja Coelodonta antiquitatis.
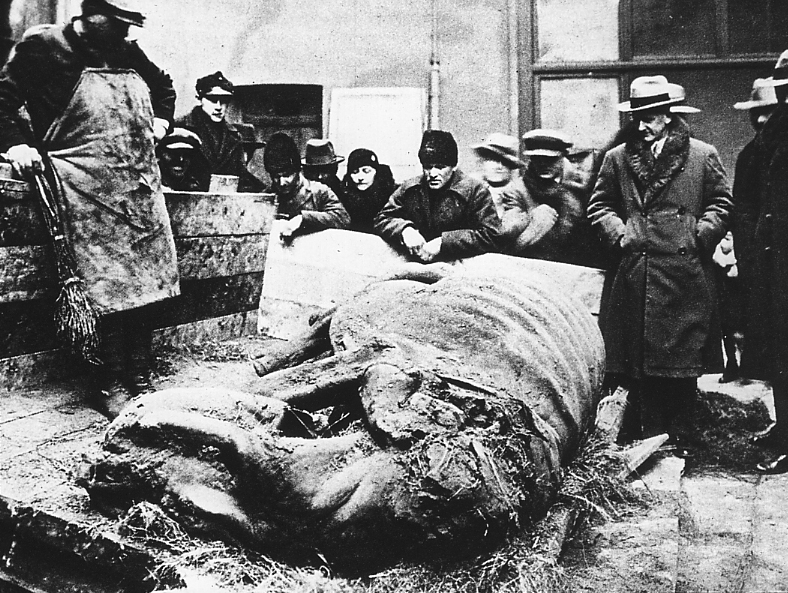
Nosorożec włochaty ze Staruni tzw. drugi, odkryty w 1929 roku podczas prac wykopaliskowych w Staruni (obecnie Ukraina).
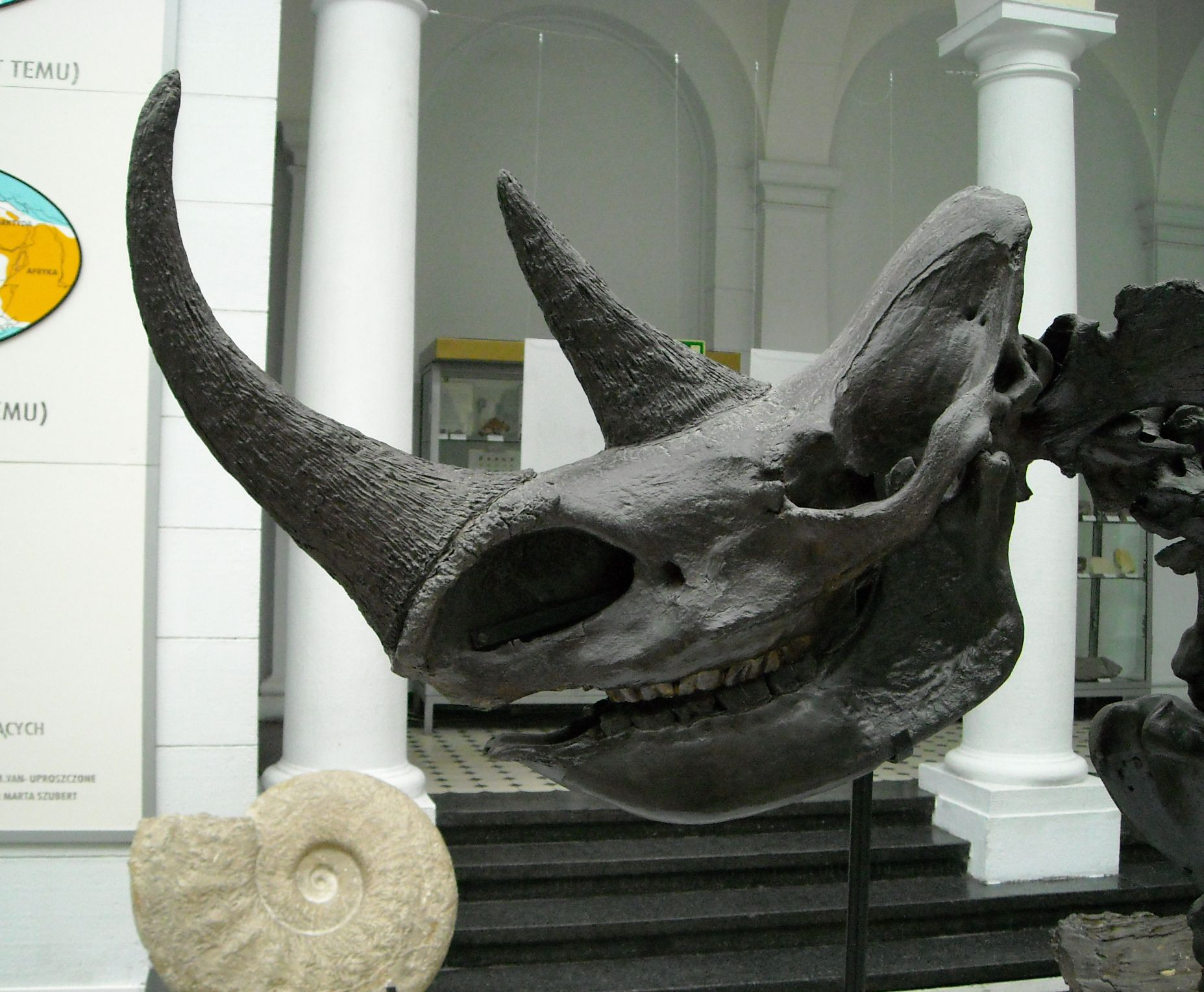
Skamieniała czaszka Coelodonta antiquitatis, Muzeum Geologiczne Państwowego Instytutu Geologicznego w Warszawie
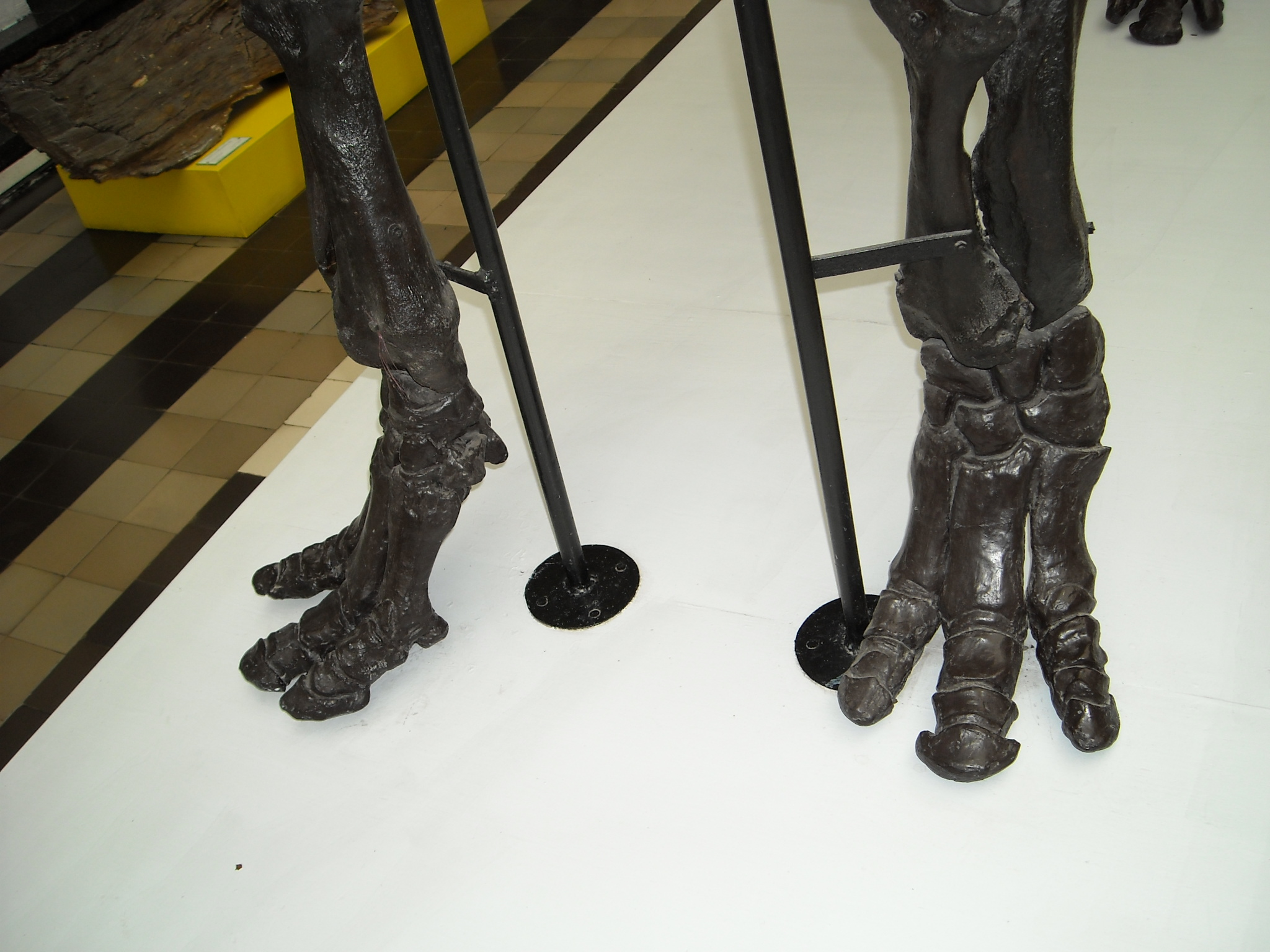
Skamieniałe kości kończyn przednich Coelodonta antiquitatis, Muzeum Geologiczne Państwowego Instytutu Geologicznego w Warszawie.
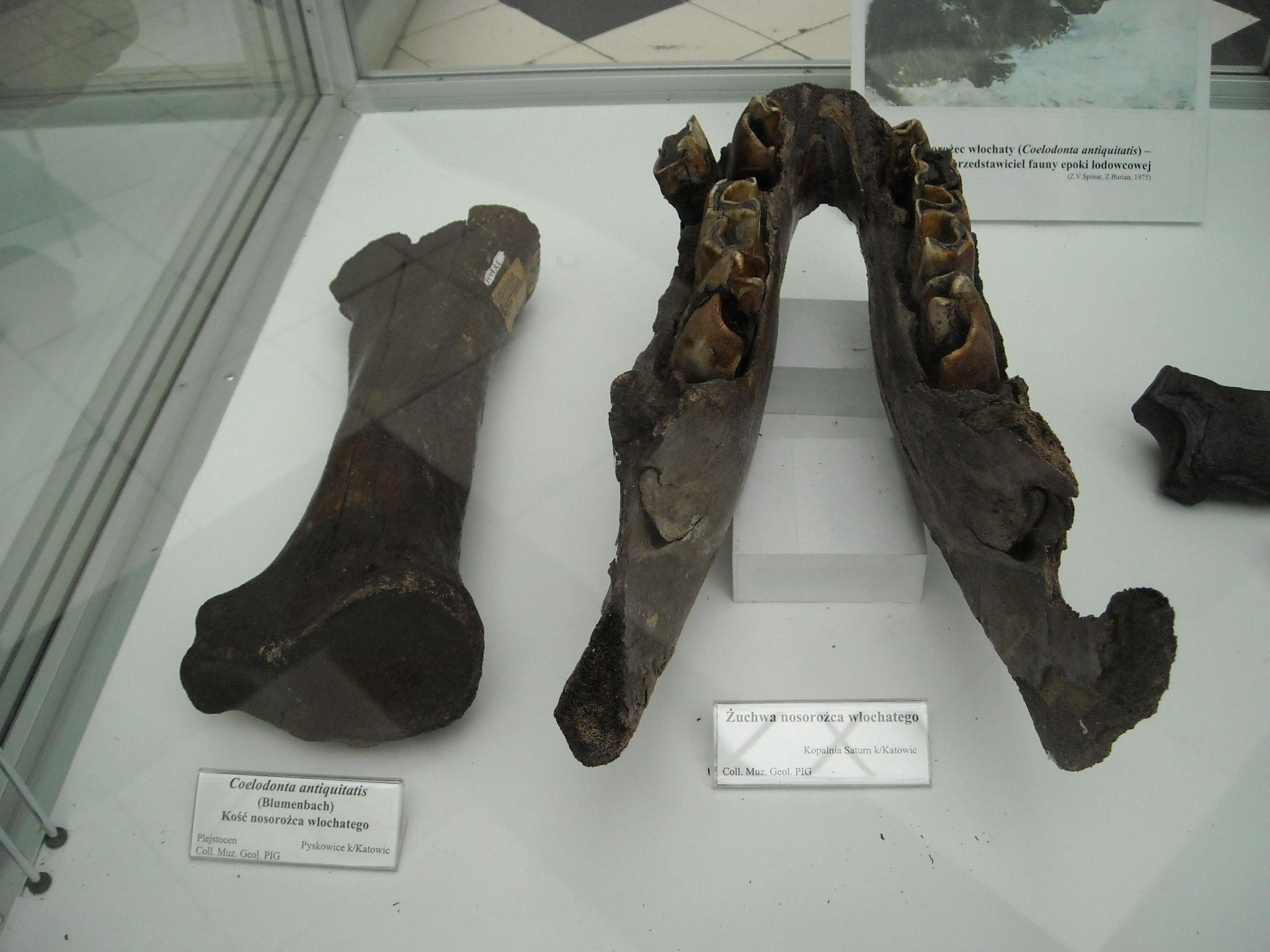
Skamieniała żuchwa i kość Coelodonta antiquitatis, Muzeum Geologiczne Państwowego Instytutu Geologicznego w Warszawie